# Passiflora leptoclada
Passiflora leptoclada är en passionsblomsväxtart som beskrevs av Hermann August Theodor Harms. Passiflora leptoclada ingår i släktet passionsblommor, och familjen passionsblomsväxter. Inga underarter finns listade i Catalogue of Life.